# Dia Internacional das Pessoas com Deficiência
O Dia Internacional das Pessoas com Deficiência (3 de dezembro) é uma data comemorativa internacional promovida pelas Organização das Nações Unidas (ONU) desde 1992, com o objetivo de promover uma maior compreensão dos assuntos concernentes à deficiência e para mobilizar a defesa da dignidade, dos direitos e o bem estar das pessoas. Procura também aumentar a consciência dos benefícios trazidos pela inclusão das pessoas com deficiência em cada aspecto da vida política, social, econômica e cultural. A cada ano, o tema do Dia é baseado a partir do objetivo do exercício pleno dos direitos humanos e da participação na sociedade, estabelecido pelo Programa Mundial de Ação a respeito das pessoas com deficiência pela ONU em 1982.

## 3 de dezembro de 2006: dia da E-acessibilidade
O acesso às tecnologias de informação e de comunicação cria oportunidades a todos na sociedade, mas principalmente para pessoas com deficiência, pois nesse meio desaparecem as barreiras sociais geradas pelo preconceito, pela infraestrutura, e pelos formatos inacessíveis que impedem a participação. Quando disponível a todos, tecnologias da informação permitem que as pessoas alcancem seu potencial pleno, e permitem que pessoas com deficiência contribuam para o desenvolvimento da sociedade. No primeiro encontro mundial sobre a sociedade da informação, em 2003, os governos expressaram seu compromisso de construir uma sociedade da informação inclusiva, centrada na pessoa e voltada para o desenvolvimento, onde todos pudessem criar, acessar, utilizar e compartilhar informação e conhecimento. 
Apesar desta visão, muitas pessoas com deficiência permanecem impossibilitadas de utilizar os recursos da internet plenamente, já que a grande maioria dos websites continuam inacessíveis a quem tenha impedimentos visuais, cuja navegação é altamente dependente do uso do rato (mouse). Além disso, os cursos para iniciar pessoas ao uso da Internet nem sempre são acessíveis a todos e muitas destas pessoas não têm acesso às tecnologias de informação. Mesmo aquelas com acesso não podem utilizá-las de forma eficaz, porque o equipamento adaptável disponível não acompanha o ritmo das inovações. Em nível internacional, os padrões de acessibilidade dos websites estão sendo desenvolvidos. Uma vez adotados e ratificados, a Convenção Internacional sobre os Direitos das Pessoas com Deficiência exigirá das entidades que assegurem que as pessoas com deficiência possam alcançar tecnologias de informação.
Fazer tecnologias de informação acessíveis a todos não é somente uma matéria de direitos humanos, pois também gera bons negócios. Os estudos sugerem que os websites acessíveis aparecem melhor cotados nos rankings dos motores de busca e podem reduzir custos de manutenção. Permitem também a companhias o acesso a um maior banco de dados de clientes.[carece de fontes?] Muitos websites, entretanto, permanecem inacessíveis para pessoas com deficiência visual. Um estudo recente realizado no Reino Unido mostrou que cerca de três quartos dos sites comerciais não conseguiram níveis básicos de acessibilidade.[carece de fontes?]
O tema de 2006 para o Dia internacional das Pessoas com Deficiência foi "acessibilidade às tecnologias de informação", e o dia foi chamado de Dia da E-Acessibilidade. As Nações Unidas tiveram como objetivo enfatizar os benefícios significativos que a acessibilidade pode trazer tanto para pessoas com deficiência, quanto para a sociedade, e divulgar isso entre os governos, as empresas e o público em geral.

## Temas de anos anteriores
2019: “Promovendo a participação de pessoas com deficiência e suas lideranças: Tomando medidas sobre a Agenda de Desenvolvimento 2030”
2018: “Capacitar as pessoas com deficiência e assegurar a inclusão e a igualdade”
2017: “Transformação para uma sociedade sustentável e resiliente para todos”
2016: "Alcançando 17 metas para o futuro que queremos"
2015: "A inclusão importa: acesso e capacitação para pessoas de todas as habilidades"
2014: “Desenvolvimento sustentável: a promessa da tecnologia”
2013: “Quebrar barreiras, abrir portas: por uma sociedade e desenvolvimento inclusivos para todos”
2012: "Removendo barreiras para criar uma sociedade inclusiva e acessível para todos"
2011: “Juntos por um Mundo Melhor: Incluindo Pessoas com Deficiência no Desenvolvimento”
2010: “Mantendo a promessa: Inserir a Deficiência como questão prioritária nos objetivos de desenvolvimento do milênio rumo a 2015 e além”
2009:  "Tornando os Objetivos de Desenvolvimento do Milênio (ODM) inclusivos na deficiência: Empoderamento das pessoas com deficiência e de suas comunidades ao redor do mundo"
2008: "Convenção sobre os direitos das pessoas com deficiência: dignidade e justiça para todos nós"
2007: "Desfazendo o mito que pessoas com deficiência são incapazes para trabalhar"
2006: "Dia da E-acessibilidade"
2005: "Direitos das pessoas com deficiência: Ação em Desenvolvimento"
2004: "Nada sobre nós sem nós"
2003: "Uma voz nossa"
2002: "Vida autônoma e existência sustentável"
2001: "Participação plena e igualdade: A chamada para novas abordagens para avaliar progresso e resultados."
2000: "Fazendo tecnologias da informação funcionar para todos"
1999: "Accessibilidade para todos em um novo milênio"
1998: "Arte, cultura e vida autônoma"

## Celebrações em Portugal
Apesar de não se registarem celebrações oficiais fixas que assinalem esta data, algumas autarquias e instituições independentes organizam e promovem eventos de modo a celebrar este dia. 
Em Lisboa, desde 2023, o Instituto Português de Educação e Investigação Pedagógica (IPEIP- As Descobertas) juntamente com a KUBOO Self-Storage em parceria com o C.F. "os Belenenses" organizam um ciclo de atividades desportivas e artísticas destinadas a crianças de escolas do ensino especial e regular com o objetivo de celebrar o Dia ao mesmo tempo que promove o convívio, o respeito e empatia entre os mais novos.
Em Lagos em 2024, também o Centro de Assistência Social Lucinda Anino Santos (CASLAS), juntamente com o município de Lagos e o Agrupamento de Escolas Gil Eanes elaboraram uma exposição com trabalhos concebidos pelos utentes da Casa de Santo Amaro. Complementarmente dinamizaram uma série de atividades de deporto adaptado no Complexo Desportivo de Lagos destinada a escolas e instituições ligadas à inclusão.
Em Estremoz em 2024 o Centro de Atividades e Capacitação para a Inclusão da Cerciestremoz (CACI) com o apoio da Câmara Municipal de Estremoz promoveram uma exposição de arte intitulada "Colorir a Vida" com trabalhos elaborados por utentes da CACI com deficiência e doença mental. Esta iniciativa pretende ressalvar a importância da arte como meio para a inclusão. 